# Filchnerella tientsuensis
Filchnerella tientsuensis är en insektsart som beskrevs av Chang, H., C.C. Wang och Kan 1978. Filchnerella tientsuensis ingår i släktet Filchnerella och familjen Pamphagidae. Inga underarter finns listade i Catalogue of Life.